# Турно
Турно је у римској митологији био краљ Рутула.

## Митологија
Када се Енеја са својим Тројанцима искрцао у Лацију, краљ Латин им је дозволио да се у тој области и населе. Међутим, уместо захвалности, дошљаци су почели да пљачкају и Латин је морао да позове Турна у помоћ. Међутим, Енеј је поразио Турна и овај је морао да побегне у Цере, краљу Мезенцију. Краљ му је помогао и он је са новим трупама поново напао Енеја и том приликом изгубио живот. Новија предања га описују као јунака огромног раста и лепоте, али и племенитог порекла, истичући његову сличност са грчким јунаком Ахилом. Он је син краља Дауна и богиње Венилије и брат нимфе Јутурне. И у овој верзији се сукобио са Енејом. Наиме, Лавинија, кћерка краљице Амате, која је њему обећана за супругу, верила се са Енејом. То је искористила Јунона, која је мрзела Тројанце, па је наредила фурији Алекто да се јави Турну у сну и да му усади жељу за осветом. У рату који је уследио, Турно је поубијао многе тројанске хероје, али када је видео да му је војска клонула духом, изазвао је Енеју на двобој у коме је изгубио.